# Ramón Mendoza Fontela
Ramón Mendoza Fontela (Madrid, 18 d'abril del 1927 - Nassau (Bahames), 4 d'abril del 2001) va ser un empresari espanyol, conegut per ser president del Reial Madrid CF des del 1986 fins al 1995.

## Biografia
Després d'estudiar Dret i Ciències Econòmiques a Madrid, es va dedicar als intercanvis comercials amb la Unió Soviètica durant els anys 60.
A partir del 1982 es va dedicar a la gestió de l'Hipòdrom de la Zarzuela. També es va dedicar a fer de conseller delegat al Banco Exterior o al Grup Prisa.
El 1985 es va presentar a les eleccions a la presidència del Reial Madrid CF, després que l'anterior president, Luis de Carlos anunciés la seva retirada. Ramón Mendoza va ser l'únic candidat en presentar les signatures necessàries per presentar-se.
El seu mandat va coincidir amb la Quinta del Buitre, aconseguint molts títols i esdevenint un personatge molt popular. Va ser reelegit el 23 de juliol del 1988 sense cap altre candidat i al gener del 1991 va guanyar per un 20% dels vots a Alfonso Ussía.
Va guanyar unes noves eleccions el 1994 per 700 vots a Florentino Pérez. Durant les eleccions va haver-hi acusasions de frau electoral i corrupció per part de Ramón Mendoza.
Després de diverses crisis internes al club, i mals resultats esportius, el 1995 va veure's forçat a dimitir després d'admetre que el club tenia un deute de 14.000 milions de pessetes ocupant el seu càrrec el vicepresident Lorenzo Sanz.
Va morir el 2001 durant unes vacances a les Bahames.